# Quatuor à cordes no 9 de Lajtha
Pour les articles homonymes, voir Quatuor à cordes no 9.

Le Quatuor à cordes no 9 opus 57 est l'avant dernier quatuor à cordes de László Lajtha. Composé en 1953, il comprend quatre mouvements.

## Structure
1. Premier mouvement: forme sonate à trois thèmes.
2. Deuxième mouvement: débute avec une lente mélopée à l'alto, conclusion sur un fugato alternant avec un choral
3. Menuet rapide et nonchalant
4. Finale sur un rythme dansant à 12/8

- Durée d'exécution : vingt cinq minutes.